# EE (電信公司)
EE（原稱：Everything Everywhere，直譯：「任何事物任何地方」）是一家總部位於英國赫特福德郡哈特菲爾德的互聯網服務供應商和移動網絡運營商。它是英國按使用人數計算的最大的移動電話運營商。除去哈特菲爾德外，它在布里斯托、達靈頓和倫敦還有主要辦公地點，截至2021年9月，擁有2610萬使用者。
EE是德國電信和法國電信對半合資形成的企業，2010年由兩家公司旗下在英國運營的T-Mobile和Orange併形成。2015年2月5日由英國電信集團以125億英镑（約合 190 億美元）收購，現僅在英國提供服務。